# レオポルト・フォン・アンハルト
レオポルト・フォン・アンハルト（ドイツ語: Leopold von Anhalt, 1855年7月18日 - 1886年2月2日）は、ドイツの領邦アンハルト公国の公世子（Erbprinz）。

## 生涯
アンハルト公フリードリヒ1世とその妃アントイネッテ（ザクセン＝アルテンブルク公子エドゥアルトの次女）の間の長男（第1子）としてデッサウに生まれる。
1884年5月24日、ハーナウのフィリップスルーエ城においてヘッセン公女エリーザベトと結婚し、1女を儲けた。
- アントイネッテ・アンナ・アレクサンドラ・マリー・ルイーゼ・アグネス・エリーザベト・アウグステ・フリーデリケ（英語版）（1885年 - 1963年） - 1909年、シャウムブルク＝リッペ侯子フリードリヒと結婚

1886年に父に先立って死去し、デッサウの霊廟に葬られた。アンハルト公家の推定相続人の地位は弟のフリードリヒに移った。